# A Festival of Nine Lessons and Carols

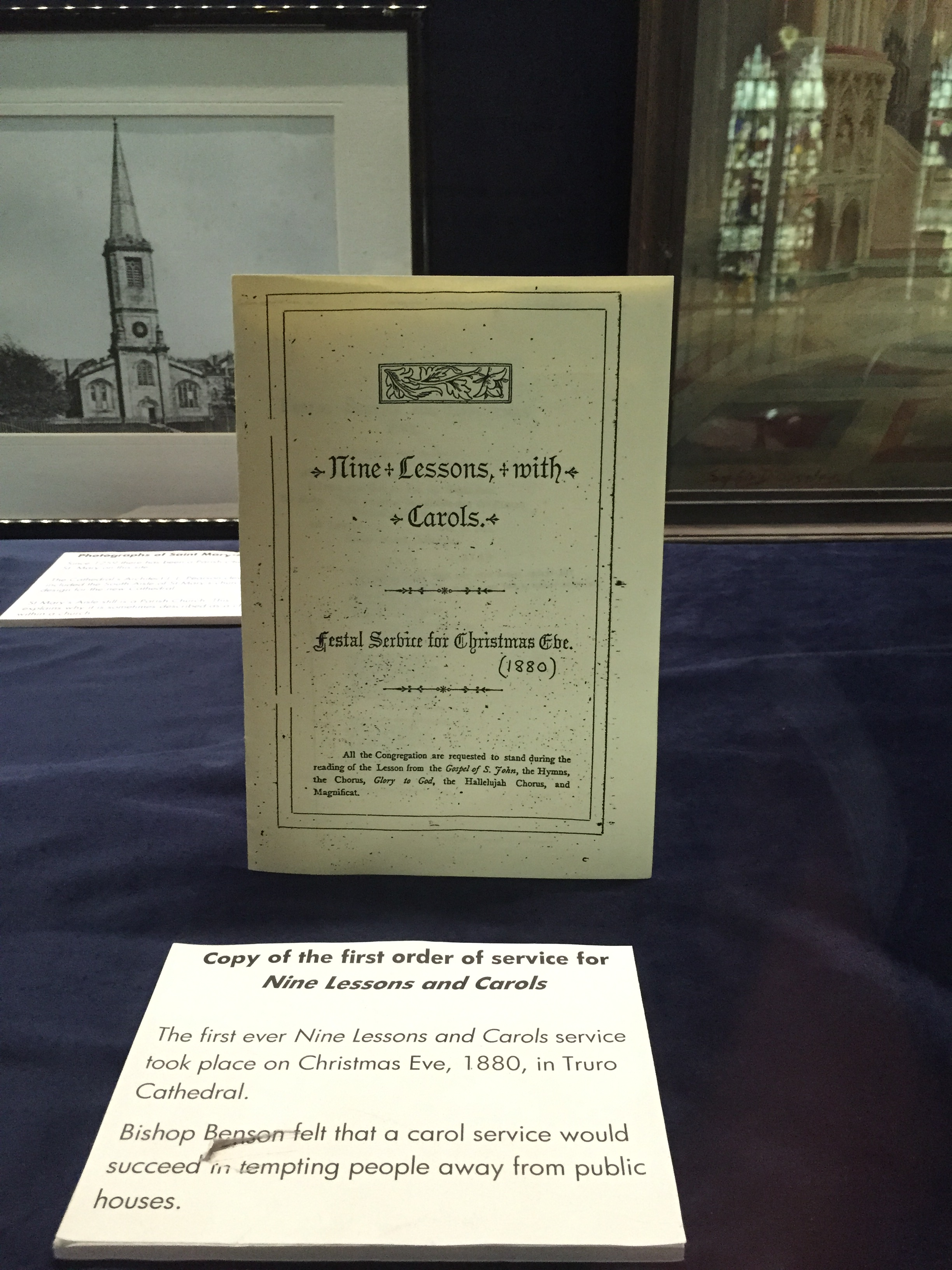
Programm des ersten Festival of Nine Lessons and Carols (1880), ausgestellt in der Kathedrale Truro

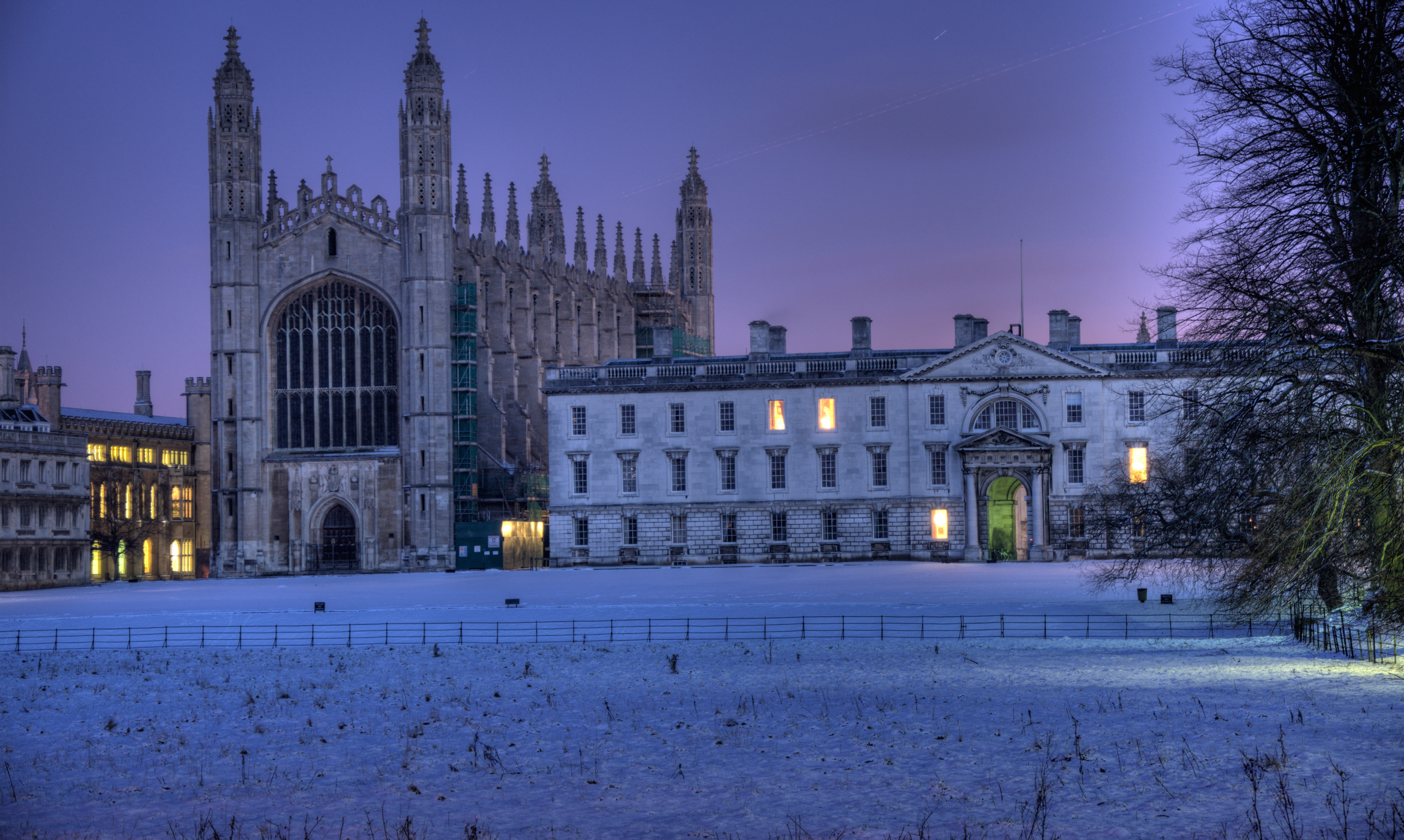
King’s College Chapel (2010)

A Festival of Nine Lessons and Carols ist ein traditioneller Gottesdienst, der jedes Jahr am Heiligen Abend in anglikanischen und presbyterianischen sowie in einigen katholischen und protestantischen Gemeinden vorwiegend in Großbritannien gefeiert wird. Der Name ist von dem Ablauf der Feier abgeleitet: Neun Bibelstellen (lessons) und neun Weihnachts- und Kirchenlieder (carols) werden abwechselnd vorgetragen und gesungen. Am bekanntesten geworden ist die Feier, die jährlich in der King’s College Chapel in Cambridge stattfindet. Sie wird seit 1928 von der BBC im Hörfunk übertragen.

## Geschichte
Das erste Festival of Nine Lessons and Carols fand am Heiligabend 1880 abends um 22 Uhr in einer Scheune in Truro in Cornwall statt. Es wurde vom Bischof von Truro und späteren Erzbischof von Canterbury Edward White Benson (1829–1896) abgehalten. Die ursprüngliche Idee für diese Form des Gottesdienstes stammte von G. H. S. Walpole, dem späteren Bischof von Edinburgh. Bald schlossen sich andere Kirchen an und übernahmen das Format.
Die bekannte Feier im King’s College in Cambridge wurde zuerst im Jahr 1918 von Dekan Eric Milner-White und unter der musikalischen Leitung des Organisten Arthur Henry Mann und des Choir of King’s College veranstaltet. Milner-White zufolge entspringt die spirituelle Kraft des Gottesdienstes mehr den Lesungen als der Musik, denn in den zitierten Bibelstellen komme die „Entwicklung der Liebe Gottes zum Ausdruck, wie sie in den Worten der Bibel erscheint“ („The main theme is the development of the loving purposes of God …“ seen „… through the windows and the words of the Bible“).
Seit 1919 ist der Ablauf im Wesentlichen unverändert geblieben. Der Gottesdienst beginnt in der mit Kerzen beleuchteten Kirche mit dem Lied Once In Royal David’s City. Nach einer Ansprache des Dekans betet die Gemeinde das Vaterunser, bevor Bibelstellen aus dem Alten und dem Neuen Testament vorgetragen werden, vom Sündenfall über die prophetischen Schriften bis zur Geburt Jesu Christi und der Erlösung. Die Lieder, die der Chor und die Gemeinde zwischen den Lesungen gemeinsam singen, wechseln von Jahr zu Jahr. Außerdem wird seit 1983 in jedem Jahr ein neues carol als Auftragskomposition vergeben. Es wird in der Feier uraufgeführt.
Wegen der Covid-19-Pandemie wurde Ende November 2020 bekanntgegeben, dass die Feier in diesem Jahr ohne Gemeinde durchgeführt und nur als Aufzeichnung im Rundfunk übertragen werde.

## Übertragung im Rundfunk

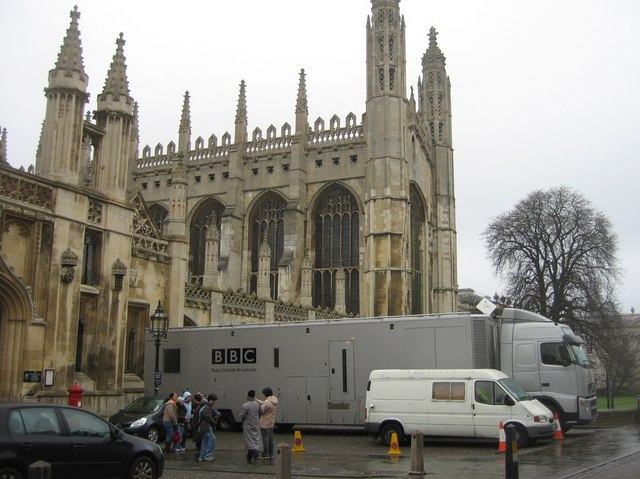
Übertragungswagen der BBC vor der King’s College Chapel (2008)

Seit 1928 überträgt die BBC den Gottesdienst aus Cambridge, lediglich im Jahr 1930 fiel die Übertragung aus. Auch während des Zweiten Weltkriegs, als die alten Kirchenfenster vorsorglich entfernt worden waren, um sie vor Kriegsschäden zu schützen, wurde die Feier aus der ungeheizten Kirche gesendet.
Die Sendung beginnt kurz nach 15 Uhr Ortszeit und dauert eineinhalb Stunden, etwa bis zum Sonnenuntergang. Sie wird live in BBC Radio 4 übertragen und zeitversetzt am darauffolgenden Tag auf BBC Radio 3 nachmittags wiederholt. In den frühen 1930er Jahren – das genaue Datum ist nicht mehr bekannt – begann die BBC damit, das Festival auch in ihrem Auslandsdienst, dem damaligen BBC Empire Service, auf Kurzwelle zu übertragen. Der BBC World Service führt diese Tradition fort. Die Sendung hat deshalb auch viele treue Hörer in allen Teilen der Welt, in denen die BBC zu empfangen ist. Heute übernehmen auch etwa 300 öffentliche Hörfunksender in den USA sowie der australische Rundfunk die Sendung live oder zeitversetzt. Seit 1963 gibt es eine gekürzte Fassung für das britische Fernsehprogramm BBC Two (Carols from King’s). Sie wird vorher aufgezeichnet und am Heiligabend ausgestrahlt.
Das Festival of Nine Lessons and Carols ist damit neben der Weihnachtsansprache des Königs eine der traditionellen Sendungen der BBC zum Jahresende. Viele hören die Übertragung nebenbei während ihrer Weihnachtsvorbereitungen. Außerdem gibt es Tonaufnahmen von Decca und EMI. Seit Oktober 2012 vertreibt der King’s College Choir die Aufnahmen seiner Musik über ein eigenes Label. Die erste Veröffentlichung war eine Doppel-CD mit dem Titel Nine Lessons & Carols (2012 release) mit einem Querschnitt aus Aufnahmen seit 2007. Mittlerweile werden die Aufnahmen auch über Streamingdienste vertrieben.